# Điện Hồng
Điện Hồng là một xã thuộc thị xã Điện Bàn, tỉnh Quảng Nam, Việt Nam.

## Địa lý
Xã Điện Hồng nằm ở phía tây thị xã Điện Bàn, có vị trí địa lý:
- Phía đông giáp xã Điện Thọ
- Phía tây giáp huyện Đại Lộc
- Phía nam giáp xã Điện Quang
- Phía bắc giáp xã Điện Tiến.

Xã Điện Hồng có diện tích 15,08 km², dân số năm 2019 là 12.587 người, mật độ dân số đạt 835 người/km².

## Hành chính
Xã Điện Hồng được chia thành 14 thôn: thôn Giáo Ái Bắc, thôn Giáo Ái Nam, thôn Ba, thôn Bốn (Tư), thôn Lạc Thành Tây, thôn Lạc Thành Nam, thôn Lạc Thành Đông, thôn Cẩm Văn Bắc, thôn Cẩm Văn Tây, thôn Cẩm Văn Nam, thôn Hòa An, thôn Đa Hòa Bắc, thôn Đa Hòa Nam, thôn Thanh An.